# Iphiaulax gracilites
Iphiaulax gracilites är en stekelart som beskrevs av Roy D. Shenefelt 1978. Iphiaulax gracilites ingår i släktet Iphiaulax och familjen bracksteklar. Utöver nominatformen finns också underarten I. g. bimaculatus.